# Xanthocercis madagascariensis
Xanthocercis madagascariensis – gatunek rodzaju Xanthocercis z rodziny bobowatych. Występujące naturalnie na Madagaskarze. 
Jest gatunkiem narażonym wyginięcie.